# Chileense presidentsverkiezingen 1851
De Chileense presidentsverkiezingen van 1851 vonden op 25 en 26 juni van dat jaar plaats. De verkiezingen werden gewonnen door Manuel Montt Torres.
| Kandidaat                                  | Kandidaat                                  | Kandidaat                                  | Partij | Partij              | Stemmen | Percentage |
| ------------------------------------------ | ------------------------------------------ | ------------------------------------------ | ------ | ------------------- | ------- | ---------- |
|                                            |                                            | Manuel Montt Torres                        |        | Partido Conservador | 132     | 81,48%     |
|                                            |                                            | José María de la Cruz Prieto               |        | Partido Liberal     | 29      | 17,90%     |
|                                            |                                            | José Santiago Aldunate                     |        | Partido Conservador | 1       | 0,62%      |
| Totaal                                     | Totaal                                     | Totaal                                     |        |                     | 162     | 100%       |
| Onthoudingen/ onjuist uitgebrachte stemmen | Onthoudingen/ onjuist uitgebrachte stemmen | Onthoudingen/ onjuist uitgebrachte stemmen |        |                     | 5       |            |

## Bron
- (es)  Elección Presidencial 1851